# Endivienartiges Beckenmoos
Das Endivienartige Beckenmoos (Pellia endiviifolia), auch Kelch-Beckenmoos, ist ein diözisches thallöses Lebermoos.

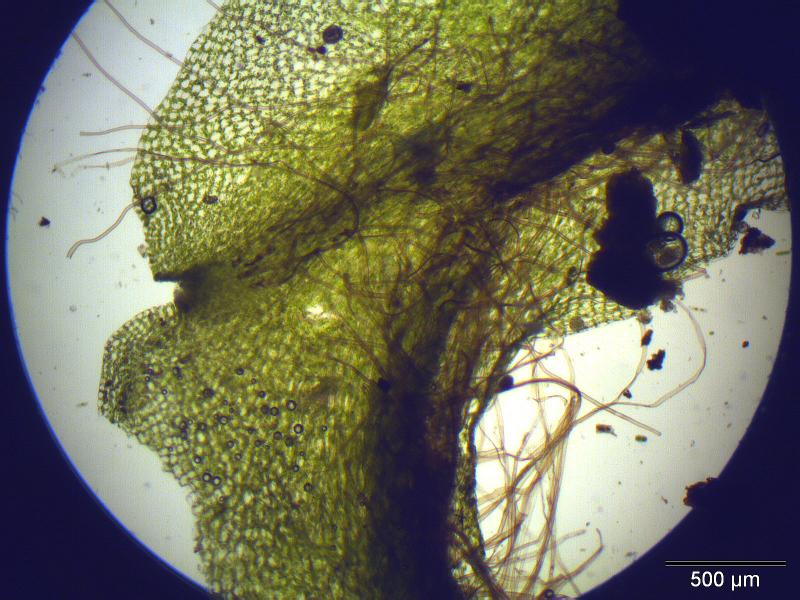
Thallus (Vergrößerung: 40×)

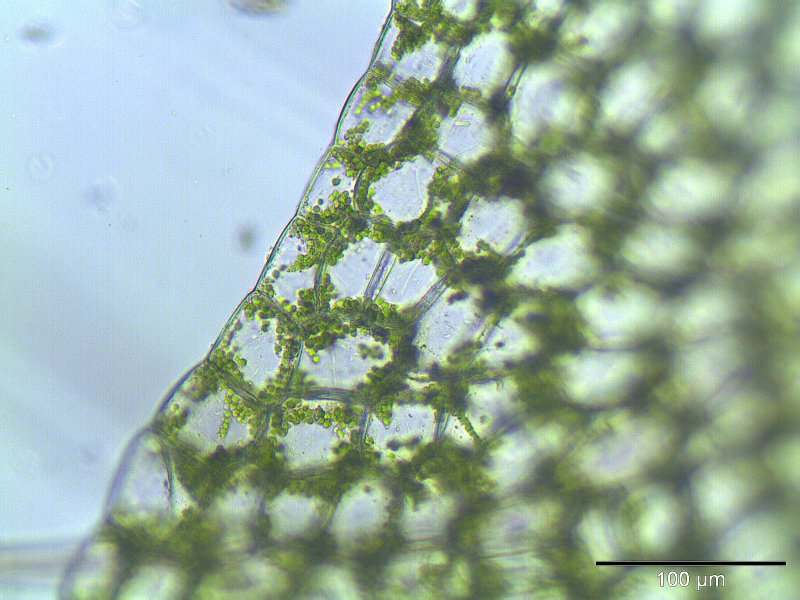
Zellen des Thallusrandes (Vergrößerung: 250×)

## Erkennungsmerkmale
Die dünnen, durchsichtigen Thalli des Endivienartigen Beckenmooses sind hellgrün bis dunkelgrün gefärbt. Sie sind gabelig geteilt, zungen- bis keilförmig, etwa 4 bis 5 cm lang und 2 bis 9 mm breit. Es wächst in einzelnen Gruppen oder in ausgedehnten Rasen. Die Thallusränder sind nicht selten wellig gekräuselt. Die charakteristischen, quadratisch bis kurz rechteckigen Thallusrandzellen sind etwa 40 bis 70 µm lang und 20 bis 50 µm breit. Die Thallusspitzen weisen auf der Unterseite einige Schleimhaare, die aus bis zu 8 Zellen bestehen, auf. Die Spitzen können im Herbst abfallen und dienen der vegetativen Vermehrung. Die Zellen im Inneren sind zwischen 70 und 120 µm lang und etwa 25 bis 55 µm breit. Weibliche Pflanzen sind meist größer als die männlichen. Sie bilden aufrechte, bis 5 mm lange Perichaetien, deren Kalyptra kurz ist. Eine Sporenreife erfolgt relativ selten im Frühjahr.

## Vorkommen
Das für quellige Kalkstandorte in Laubwäldern typische Lebermoos besiedelt offene, basen- und kalkreiche bis basisch-neutrale, frische bis nasse, schattige bis halbschattige, lehmige, tonige, steinig-sandige, humusarme Böden an Wegrändern, Ausstiche, Tongruben, Ufer von Gewässern, selten auch Gärten oder neuerdings verschleppt Gewächshäuser. Häufige Begleitmoose sind Dicranella varia, Barbula fallax oder Bryum pseudotriquetrum. Sein Verbreitungsschwerpunkt liegt in Europa.